# Can Blanch de les Eres
Can Blanch de les Eres és una masia situada al carrer de les Eres, 24-28 del Dalt de la Vila de Badalona, catalogada com a bé cultural d'interès local. Aquest lloc era on es trobava l'era comunal de la vila.

## Història i descripció
Va ser construïda a finals del segle xvii, després que el 28 de juny del 1682, Jacint Blanch, doctor en medicina i ciutadà honrat de Barcelona, comprés una peça de terra a la partida anomenada les Eres de la Sagrera. El 1797, la casa i el seu pati van ser encerclats per una paret. Cap al 1879, la masia va ser totalment reformada, donant-li l'aspecte actual. Els Blanch va mantenir la propietat fins al tombant del segle xx, quan s'extinguí la línia masculina.
De la construcció original encara s'entreveu la teulada a doble vessant, i restes de l'arc de la porta d'entrada. Davant la casa hi ha un pati, al voltant dels quals hi ha disposats una sèrie d'edificis.
L'arxiu de la masia va estar durant anys de l'historiador local Josep Maria Cuyàs, i després de la seva mort el 1993, va ingressar al Museu de Badalona.